# Vết sẹo và cái đầu hói
Vết sẹo và cái đầu hói là tiểu thuyết của nhà văn Võ Văn Trực, nhà xuất bản Văn hóa – Thông tin phát hành năm 2006.

## Nội dung
Cù Văn Hòn sinh ra tại Nghệ An, Quách Quyền Lực từ Hà Thành di cư vào Nghệ An cùng gia đình lúc 10 tuổi tại Dốc Cướp. Cù Văn Hòn học lên đại học, sau này công tác tại Viện Văn Hiến. Quách Quyền Lực học xong phổ thông, sau đó xung phong ra tiền tuyến. Sau này nhờ các mưu mô được cất nhắc lên chức Viện trưởng Viện Văn Hiến, nhưng Lực lại luôn ăn năn hối lỗi. Trong quá trình làm việc tại cơ quan, Quách rất biết nịnh cấp trên và tạo nhóm lợi ích tại Viện. Dù có chức vụ cao, Lực lại rất mê tín dị đoan và đa nghi cực đoan với tất cả mọi người, luôn đề cao lợi ích cá nhân.

## Sáng tác
Nhà văn Võ Văn Trực bộc bạch về tiểu thuyết trên báo Công an nhân dân ngày 26 tháng 6 năm 2006.
Nhà văn cho biết Vết sẹo và cái đầu hói dựa trên những nguyên mẫu đời thật và "những nguyên mẫu không chịu hướng thiện". Võ Văn Trực khẳng định không nhằm vào một ai, chỉ muốn nêu bật lên tính điển hình và phản chiếu vào dạng người quản lý văn nghệ hiếu thắng, đố kỵ và đa nghi—những con người đầy mâu thuẫn nhưng lại rất phổ biến trong xã hội Việt Nam hiện nay. Nhà văn bộc bạch "nếu ai đó tự vơ vào mình rồi phản ứng lại thì chỉ có dở; nên học cách im lặng như Nguyễn Đình Thi, Tô Hoài từng làm trước đây". Võ Văn Trực tiết lộ "những tình tiết liên quan đến cái "nguyên mẫu" đơn vị và cá nhân mạnh quá, mình sợ những gì mình tưởng tượng sẽ thấp hơn cuộc sống rất nhiều, nên đa phần mình giữ nguyên trong tiểu thuyết các chi tiết đời thực. Một số người mình quen có bóng dáng trong ấy cả đấy.[...] Có những việc ghi nhật ký cũng thấy "rợn" rồi, nói gì viết". Nhân vật Phan Chấn và Nguyễn Thị Đào bị hư cấu nhiều, nhân vật Việt Sồ được gộp từ ba người ngoài đời, các câu thoại trong tiểu thuyết đều được ghi chép lại từ lời những người ngoài đời. Nhà văn so sánh nhân vật Quách Quyền Lực với Đỗ Thích và Lê Sát cùng với Grigori Yefimovich Rasputin; đồng thời nhận xét "Quách Quyền Lực điển hình cho một loại cán bộ dùng thủ đoạn leo lên, rất phổ biến trong xã hội". Võ Văn Trực kể có một người gọi điện thoại liên lạc và nói "Thưa ông, tôi là nguyên mẫu của nhân vật Quách Quyền Lực đây! Tôi là người bị ông ám chỉ, tôi là một trong hàng trăm hàng nghìn cái thằng Quách Quyền Lực đang tồn tại trong xã hội này".

## Phát hành
Võ Văn Trực bắt đầu viết tiểu thuyết này vào năm 1998 và hoàn thành vào năm 1999, thời gian viết thường trong khoảng 17–19 giờ tại cơ quan. Bản thảo gốc năm 2004 bị lược bỏ hơn 100 trang sau khi đọc lại, tác giả giải thích vì "nhiều đoạn như ký sự, chất văn học ít". Vết sẹo và cái đầu hói được Trung tâm Văn hoá Ngôn ngữ Đông Tây chế bản, dịch giả Đoàn Tử Huyến thiết kế bìa và Nguyễn Trọng Tạo viết lời bình trên bìa số bốn của tiểu thuyết. Tiểu thuyết được nhà xuất bản Văn hóa – Thông tin phát hành vào năm 2006. Võ Văn Trực ban đầu dự đoán tiểu thuyết sẽ "gây một số dư luận trong giới văn chương" và trong giới trí thức, nhưng bất ngờ khi thu hút được sự quan tâm của công chúng.

## Đón nhận

### Xã hội
Dịch giả Đoàn Tử Huyến tại Trung tâm Văn hoá Ngôn ngữ Đông Tây nêu quan điểm "không bình thường đối với giới văn chương nghệ thuật" khi "tò mò thái quá đến những chuyện vụn vặt – riêng tư" mà ít xem xét phân tích nghệ thuật. Họa sĩ Hồng Linh cảm thấy tiểu thuyết "nếu chỉ đơn thuần là giải toả nỗi ấm ức cá nhân thì vừa hạ thấp giá trị văn chương vừa tạo sự nhìn nhận không đúng về cả tác phẩm lẫn tác giả".

### Học giả
Nhà nghiên cứu văn học Lại Nguyên Ân khen ngợi "nhân vật chính ấy tuy lạ lùng về trạng thái đa nhân cách, nhưng là nhân vật khác thường chứ không tầm thường", nhận định tiểu thuyết đã miêu tả "một trong những "đầu lĩnh văn hoá"—một thứ ông trùm trong các lĩnh vực văn hoá thuộc cơ chế bao cấp cũ". Nhà phê bình văn học Phạm Xuân Nguyên bình phẩm "một loại nhân vật mới của văn học Việt Nam hiện đại xuất hiện trong thời buổi hiện đại", đồng thời nêu ra "lối văn kể chuyện đậm tính dân gian, viết văn như kể miệng". Nhà phê bình văn hóa Bùi Việt Thắng gợi nhắc Vết sẹo và cái đầu hói của Võ Văn Trực cùng với Cún của Nguyễn Huy Thiệp, đồng thời định danh là "tác phẩm nóng" ám chỉ cá nhân, đay nghiến đồng loại. Thạc sĩ Mai Phương Huy liệt kê Vết sẹo và cái đầu hói của Võ Văn Trực là một trong những tiểu thuyết tiêu biểu theo khuynh hướng hiện thực – trào lộng của Việt Nam kể từ năm 1986. Nhà phê bình văn học Thụy Khuê phân tích "Chuyện làng ngày ấy viết về nguyên nhân Cách mạng tháng Tám, Vết sẹo và cái đầu hói viết về hậu quả của nền Cách mạng này—tức là sự sản sinh ra những nhân vật như Quách Quyền Lực, những tay thủ trưởng cơ hội bất tài, lắm mưu nhiều mẹo leo lên thượng tầng trong mọi ngành—kể cả ngành văn hoá bằng tham ô và thủ đoạn; sự hình thành guồng máy hối lộ – tham nhũng và lãng phí tồn tại trong những cơ quan hành chính—kể cả về khoa học nhân văn". Thụy Khuệ kết luận: "Một loại trí thức giả, xuất thân Dốc Cướp như Quách Quyền Lực, nắm quyền thủ trưởng một cơ quan văn hoá lớn. Và một loại trí thức thật, là những người như Cù Văn Hòn, có khả năng chuyên môn, có lòng nhưng nhu nhược, bị một cơ chế thối nát kiềm tỏa, không thể phát triển tài năng và học thuật của mình". Tiến sĩ Nguyễn Huy Cẩn và học giả Phạm Quỳnh An nhấn mạnh tiểu thuyết "sau khi ra mắt bạn đọc đã gây xôn xao dư luận vì liên quan đến tiếng đồn tác giả lấy nguyên mẫu có thực là một nhà thơ nổi tiếng của Việt Nam hiện nay".

### Truyền thông
Sự kiện xuất bản Vết sẹo và cái đầu hói của Võ Văn Trực và Ba người khác của Tô Hoài được báo chí Việt Nam bầu chọn là một trong mười sự kiện văn hóa văn nghệ năm 2006 tại Việt Nam. Nguyễn Hằng trên báo Dân trí cho rằng tiểu thuyết "gây xôn xao trong đời sống văn học", đồng thời nhận xét "người khen thì cho rằng đó là 'thành công lớn' của nhà văn. Người chê thì cho rằng tác giả đã hạ thấp không chỉ cá nhân tác giả, mà còn hạ thấp cả giá trị đích thực của văn chương". Trần Hoàng Nhân trên báo Người lao động tán dương "Vết sẹo và cái đầu hói cực kỳ sắc cạnh trong mô tả số phận kỳ lạ của một con người – một trí thức đam mê quyền lực một cách khó hiểu, dùng mọi thủ đoạn để tiến thân rồi luôn bị mặc cảm tội lỗi đeo bám". Trần Hoàng Nhân cũng cho rằng cần khắc họa thêm về nhân vật Phan Chấn và vợ Quách Quyền Lực. P.X.N trên báo Tuổi Trẻ nhìn nhận "lối viết của Võ Văn Trực cứ như kể chuyện bình thường, kể một cách dân dã – thản nhiên, nhưng đọc xong người đọc thấy hiện ra chân dung một con người ghê gớm – khủng khiếp và phảng phất như gặp ở đâu đó". Phạm Khải trên báo Công an nhân dân phân tích "cuốn sách kể về một người cầm bút—mặc dù vốn kiến văn còn bập bõm, nhưng bằng những thủ đoạn hết sức lạ lùng, đã bất ngờ thâu tóm và chế ngự được lâu dài một tổ chức học thuật có uy tín". Vẫn trên báo Công an nhân dân, Bình Nguyên Trang gợi nhắc Vết sẹo và cái đầu hói của Võ Văn Trực và Tiểu Long nữ của Nguyễn Huy Thiệp cùng với Phá sản của Nguyễn Nhuận Hồng Phương; đồng thời nhận xét "hình như sự sinh động của chính hiện thực đời sống đã cung cấp cho các tác giả một cốt truyện, một vấn đề kinh tế – xã hội nổi bật, và những mẫu nhân vật mà người bình thường khó có thể tưởng tượng ra". Trần Nguyễn Anh trên báo Tiền Phong cho rằng nhà thơ "đã phơi bày nhiều sự thật không ai dám viết về đời sống văn chương Việt Nam một thuở". Vẫn trên báo Tiền Phong, Miu Miu bình luận "không phải Vết sẹo và cái đầu hói là tác phẩm đầu tiên xây dựng nhân vật trên nguyên mẫu của đời sống là những văn nghệ sĩ tên tuổi, ngay từ những năm đầu của thời kỳ Đổi Mới, kiểu sáng tác này đã xuất hiện". Thể thao & Văn hóa đưa ra lời bình "nhắc đến Võ Văn Trực, người ta nhớ nhiều đến một tiểu thuyết từng gây xôn xao dư luận của ông được xuất bản vào năm 2006 với tên gọi Vết sẹo và cái đầu hói, và nhớ đến một nhà thơ của quê hương xứ Nghệ với những câu thơ ngồn ngộn tình quê". Dương Trọng Dật trên Sài Gòn Giải Phóng nêu quan điểm "cái ngôi nhà tiểu thuyết Vết sẹo và cái đầu hói mà nhà văn dày công dựng lên đã đổ sụp vì vôi vữa thiếu chất keo dính và gạch nung quá sống sít. Bản ngã của tác giả đã không gánh nổi ý đồ quá to tát 'phác họa con đường đi của một trí thức ham quyền lực'; do vậy không đủ sức lý giải, mổ xẻ nó và đành đi vào lối đặt điều dung tục tầm thường của người ngồi lê đôi mách 'nói xấu và thóa mạ nhân vật'".

### Văn đàn
Nhà thơ Nguyễn Trọng Tạo so sánh nhân vật chính trong AQ chính truyện của Lỗ Tấn với Quách Quyền Lực; khẳng định "Quách Quyền Lực cũng là một loại nhân vật điển hình trong xã hội ta hiện nay, và chính Quách Quyền Lực chứ không phải ai khác—sẽ làm vinh danh cho Võ Văn Trực, tác giả cuốn tiểu thuyết này". Nhà văn Y Ban không muốn đọc Vết sẹo và cái đầu hói vì "rất ghét văn chương ám chỉ" và muốn hướng đến văn chương đích thực. Nhà văn Hoàng Hữu Các khẳng định nhân vật có thể lấy từ một nguyên mẫu nào đó nhưng "phải giải toả mối lo ngại của cộng đồng, thế thái nhân tình chứ không phải để giải toả nỗi ấm ức của cá nhân tác giả". Nhà văn Trần Thị Thắng nói đây là "tiểu thuyết đáng đọc của Võ Văn Trực". Nhà thơ Hoàng Trần Cương từng nói với Võ Văn Trực rằng "tôi đọc một mạch hết cuốn sách, cứ chờ xem cái lão Hòn có đấm vào mặt thằng Lực không, nhưng không thấy. Ông Trực viết còn lành quá". Nhà văn Ma Văn Kháng cho rằng "đã tạo ra được không khí ma quái xung quanh nhân vật chính", nhà văn Phan Thị Vàng Anh gọi điện nói "Cảm ơn chú, đọc quyển sách của chú đã giải đáp cho cháu nhiều điều". Một số nghệ sĩ trước đó thúc giục Võ Văn Trực viết sách, sau nghe tin sách đã phát hành thì kéo đến chúc mừng tác giả. Nhà văn Nguyễn Huy Thiệp nhận xét "Bóng đè, Cánh đồng bất tận rồi Vết sẹo và cái đầu hói... đều là những tác phẩm tạo dư luận nhưng cái gì có giá trị, độc giả họ sẽ tự nhận ra".